# Avaleresse no 10 bis des mines de Nœux
L'avaleresse no 10 bis de la Compagnie des mines de Nœux est un ancien charbonnage non exploité du Bassin minier du Nord-Pas-de-Calais, situé à Bouvigny-Boyeffles. Les travaux commencent le 4 mars 1914, peu après la mise en service de la fosse d'aérage no 10, commencée un peu moins de trois ans plus tôt. Elle doit alors, comme la précédente, assurer l'aérage de la fosse no 4 - 4 bis. La Première Guerre mondiale cause l'interruption des travaux, qui n'ont jamais été repris. La fosse est abandonnée à l'état d'avaleresse. Le chevalement est détruit en 1942.
La Compagnie des mines de Nœux est nationalisée en 1946, et intègre le Groupe de Béthune. Le puits, profond de 97,25 mètres, est comblé en 1971.
Un institut médico-éducatif est construit sur le carreau de fosse. Au début du XXIe siècle, Charbonnages de France matérialise la tête de puits no 10 bis.

## La fosse

### Fonçage et abandon
La fosse no 10 bis est commencée le 4 mars 1914 à Bouvigny-Boyeffles, à 1 455 mètres à l'est de la fosse no 10, commencée le 28 juin 1911 à Hersin-Coupigny. La fosse no 10 bis devait initialement assurer l'aérage de la fosse no 4 - 4 bis, sise à Hersin-Coupigny à 1 412 mètres au nord-ouest,. Mais la Première Guerre mondiale survient, les travaux sont arrêtés à cause de la mobilisation qui en découle, et jamais repris. La fosse est abandonnée à l'état d'avaleresse. Le chevalement est détruit en 1942.
La Compagnie des mines de Nœux est nationalisée en 1946, et intègre le Groupe de Béthune. Le puits, profond de 97,25 mètres, est comblé en 1971.

### Reconversion
Un institut médico-éducatif est construit sur le carreau de fosse. Au début du XXIe siècle, Charbonnages de France matérialise la tête de puits. Le BRGM y effectue des inspections chaque année. Il ne reste rien de la fosse.

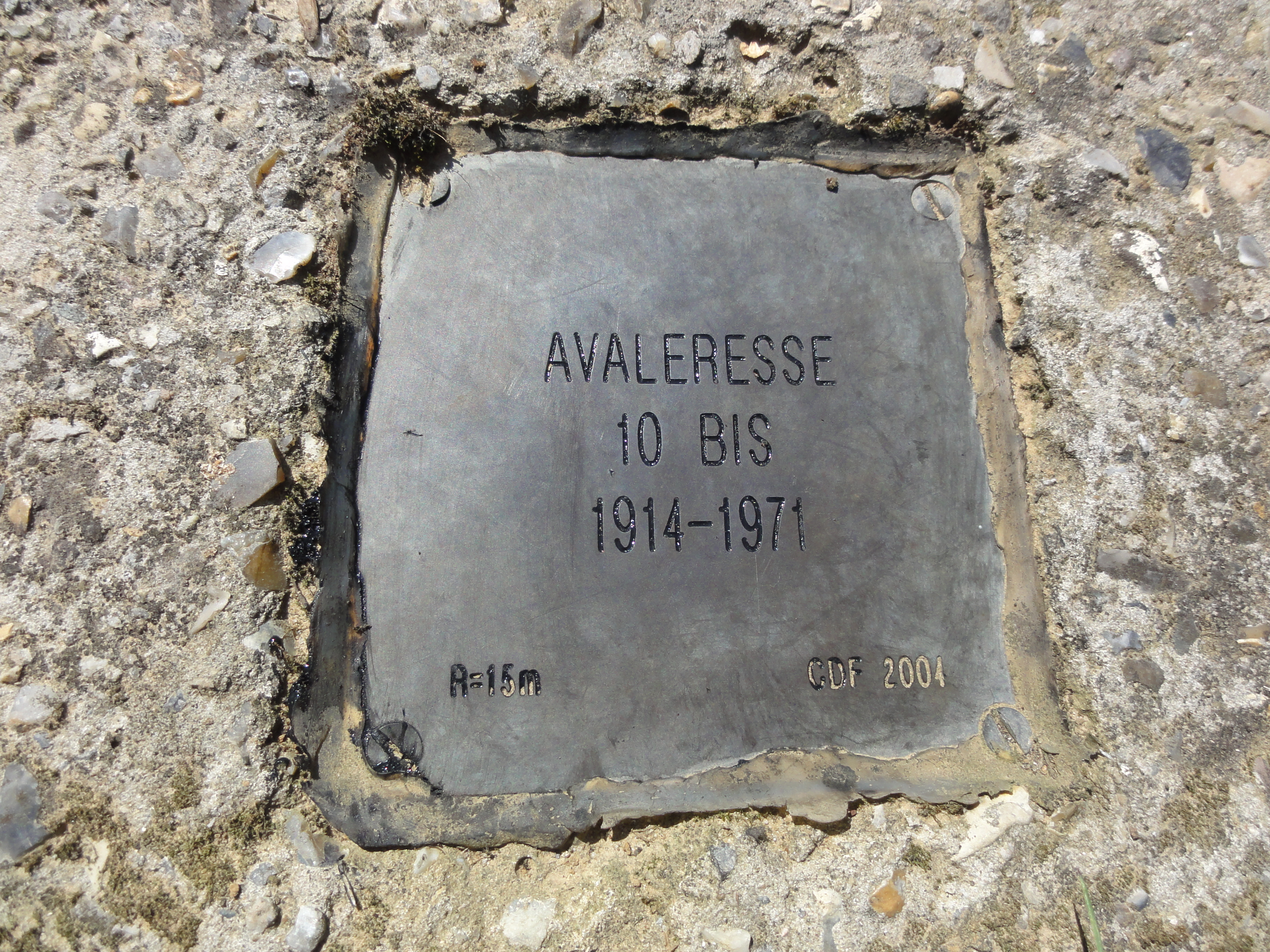
Avaleresse no 10 bis, 1914 - 1971.
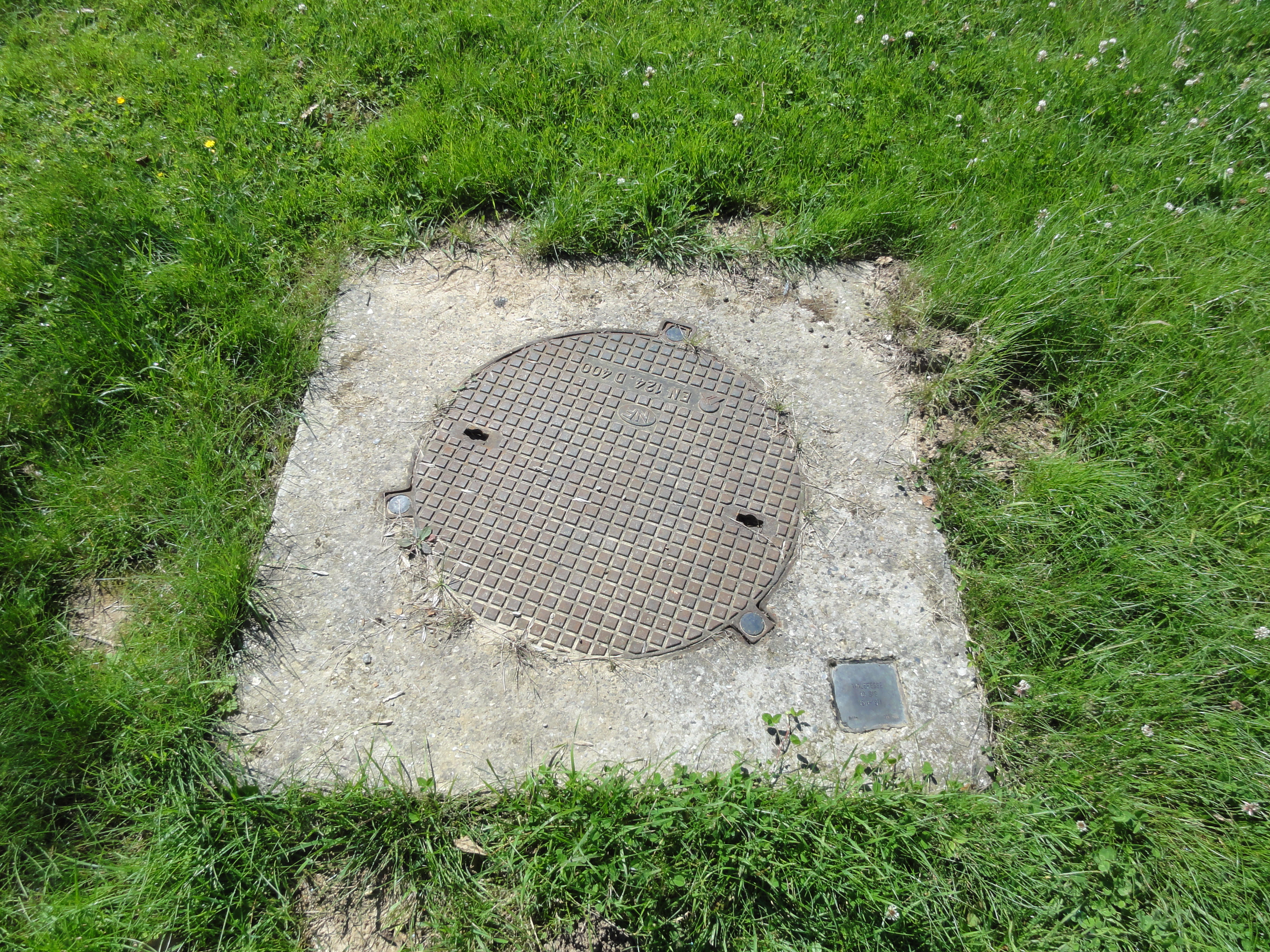
La tête de puits matérialisée.
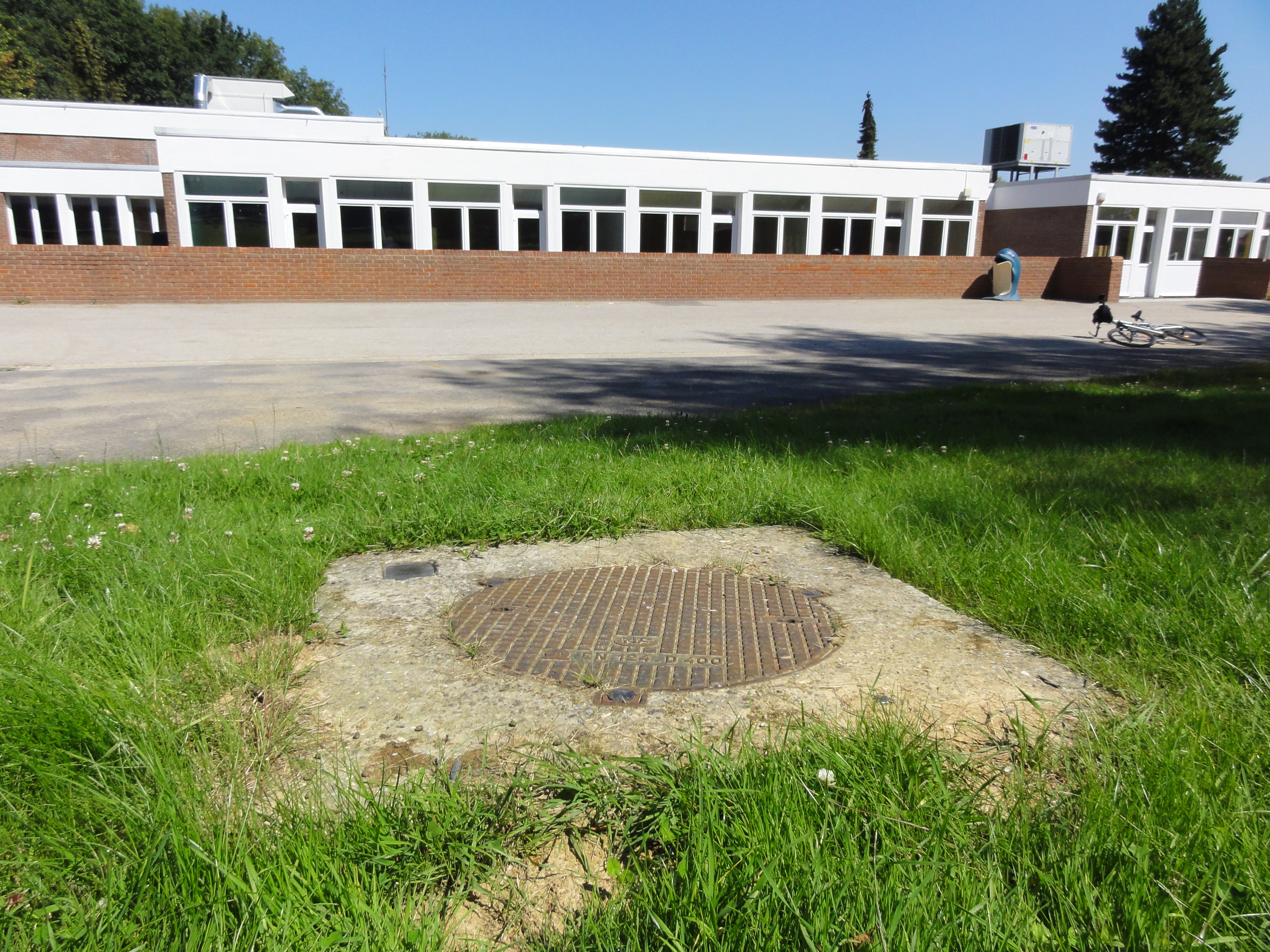
Le puits dans son environnement.
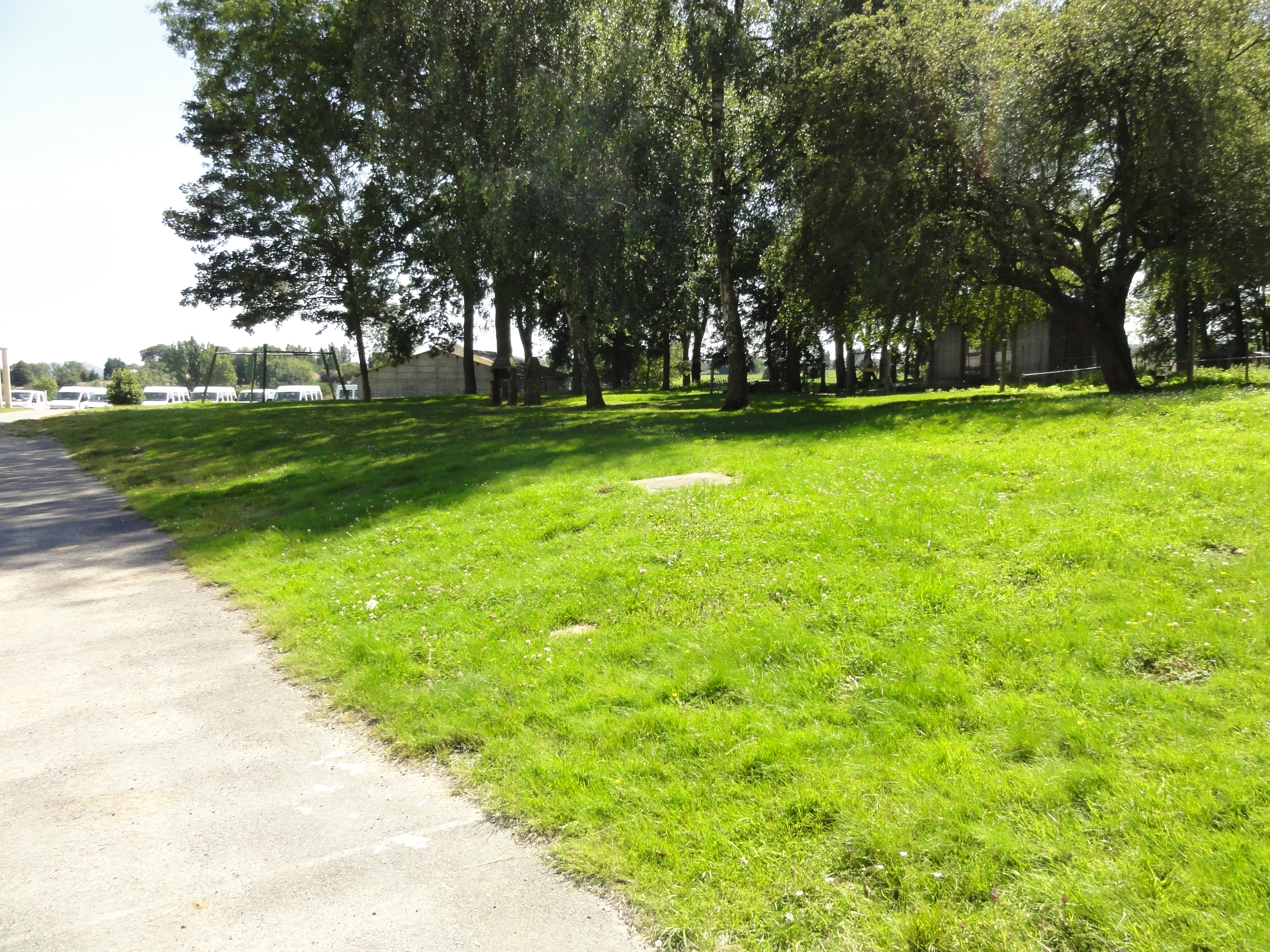
Le puits dans son environnement.
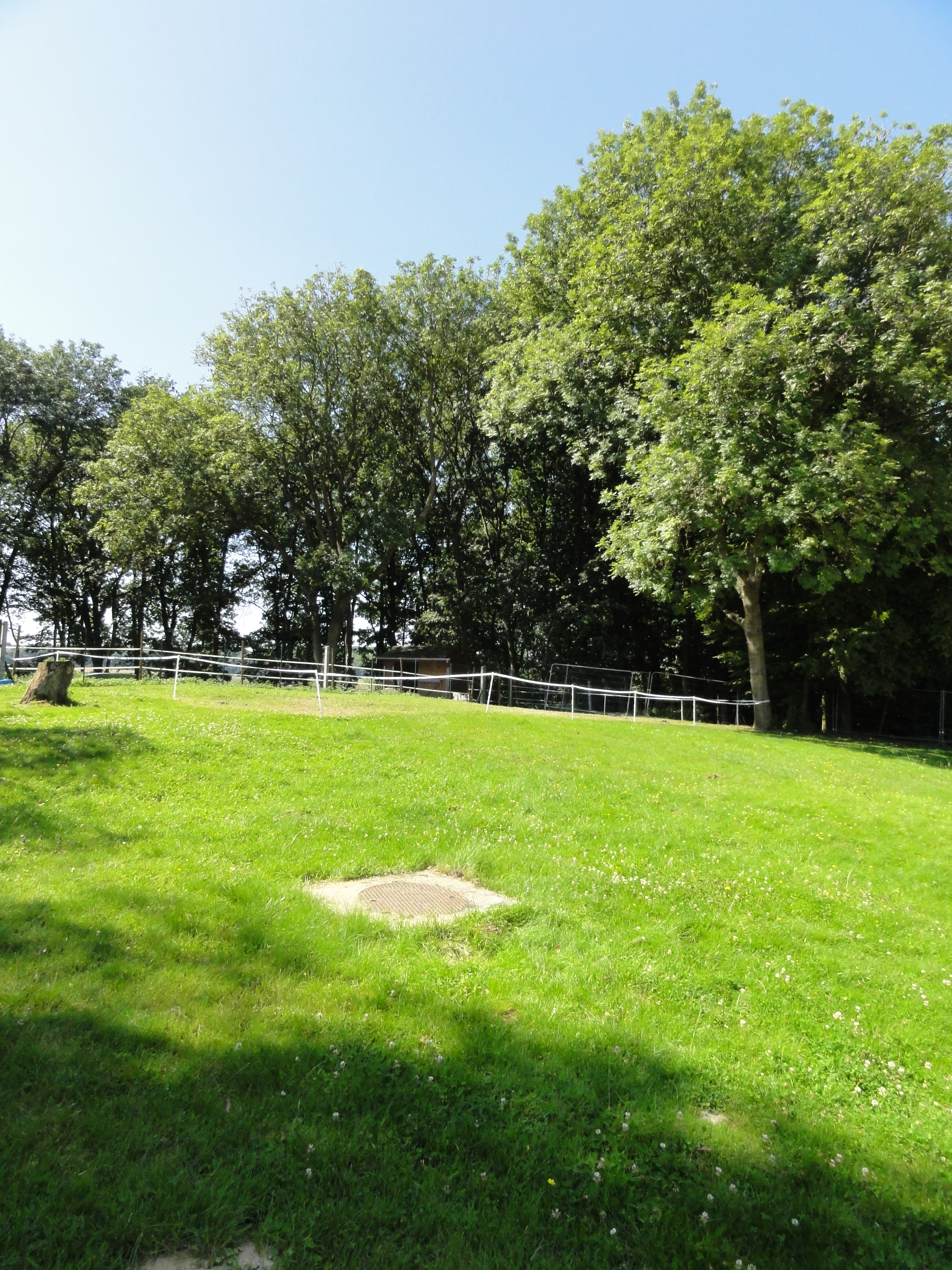
Le puits dans son environnement.
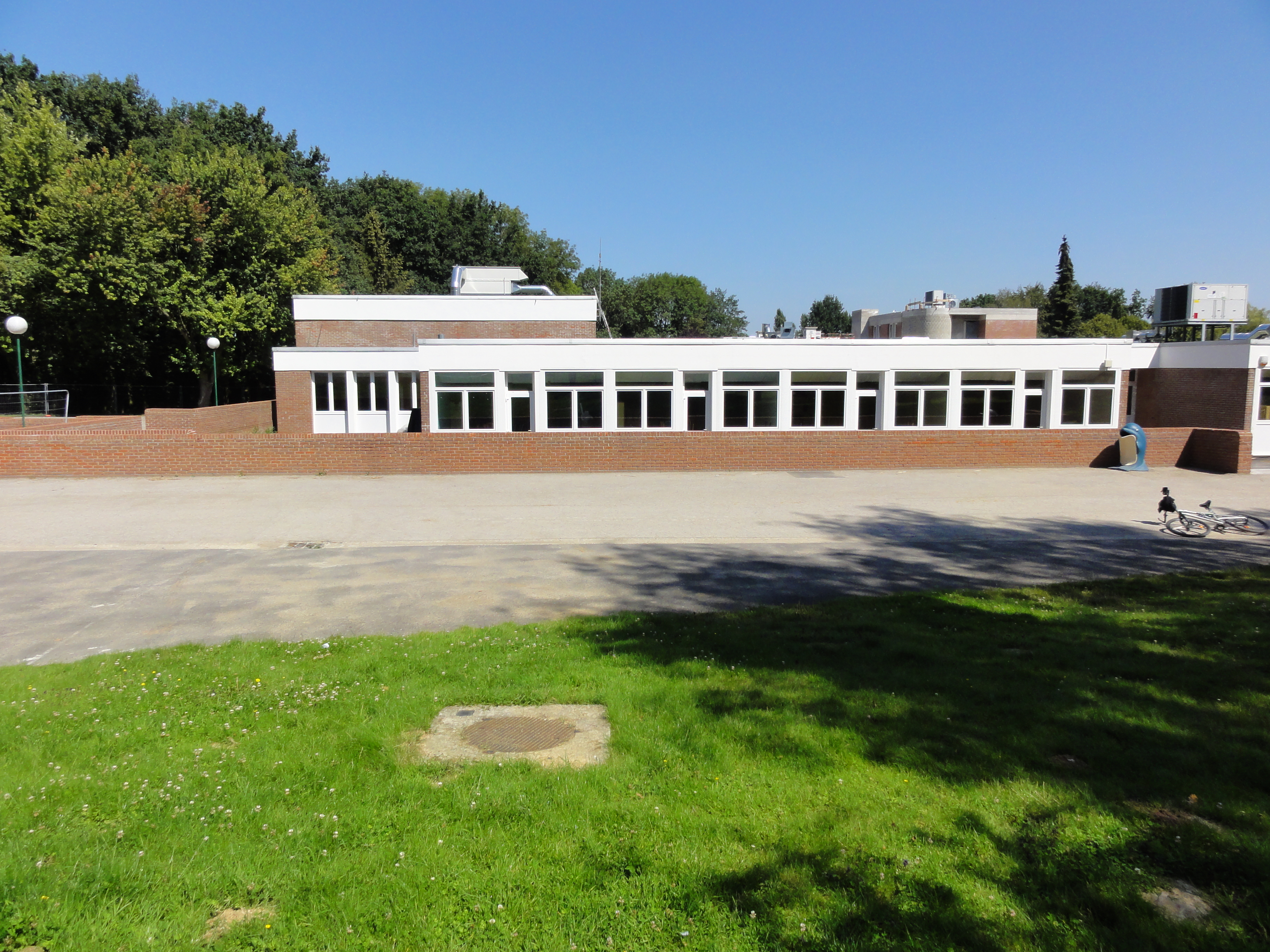
Le puits dans son environnement.